# 拉济梅
拉济梅（法語：Razimet，法語發音：[ʁazimɛ]）是法国洛特-加龙省的一个市镇，属于内拉克区。

## 地理
拉济梅（44°21'8"N, 0°14'5"E）面积7.18 平方千米，位于法国新阿基坦大区洛特-加龍省，该省份为法国西南部内陆省份，北起多爾多涅省，西接吉倫特省和朗德省，南至热尔省，东临塔恩-加龙省和洛特省。
与拉济梅接壤的市镇（或旧市镇、城区）包括：维勒通、皮什达日奈、莱里茨-蒙卡桑、卡隆日。

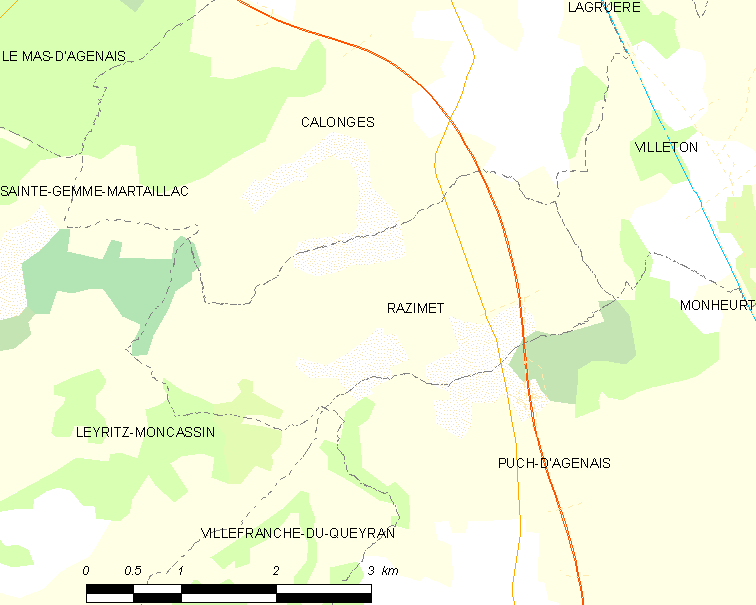
拉济梅的OSM定位图

拉济梅的时区为UTC+01:00、UTC+02:00（夏令时）。

## 行政
拉济梅的邮政编码为47160，INSEE市镇编码为47220。

## 政治
拉济梅所属的省级选区为拉瓦达克县。

## 人口

1962-2008年间拉济梅人口变化图示

拉济梅于2022年1月1日时的人口数量为300人。